# Picardisch Huis

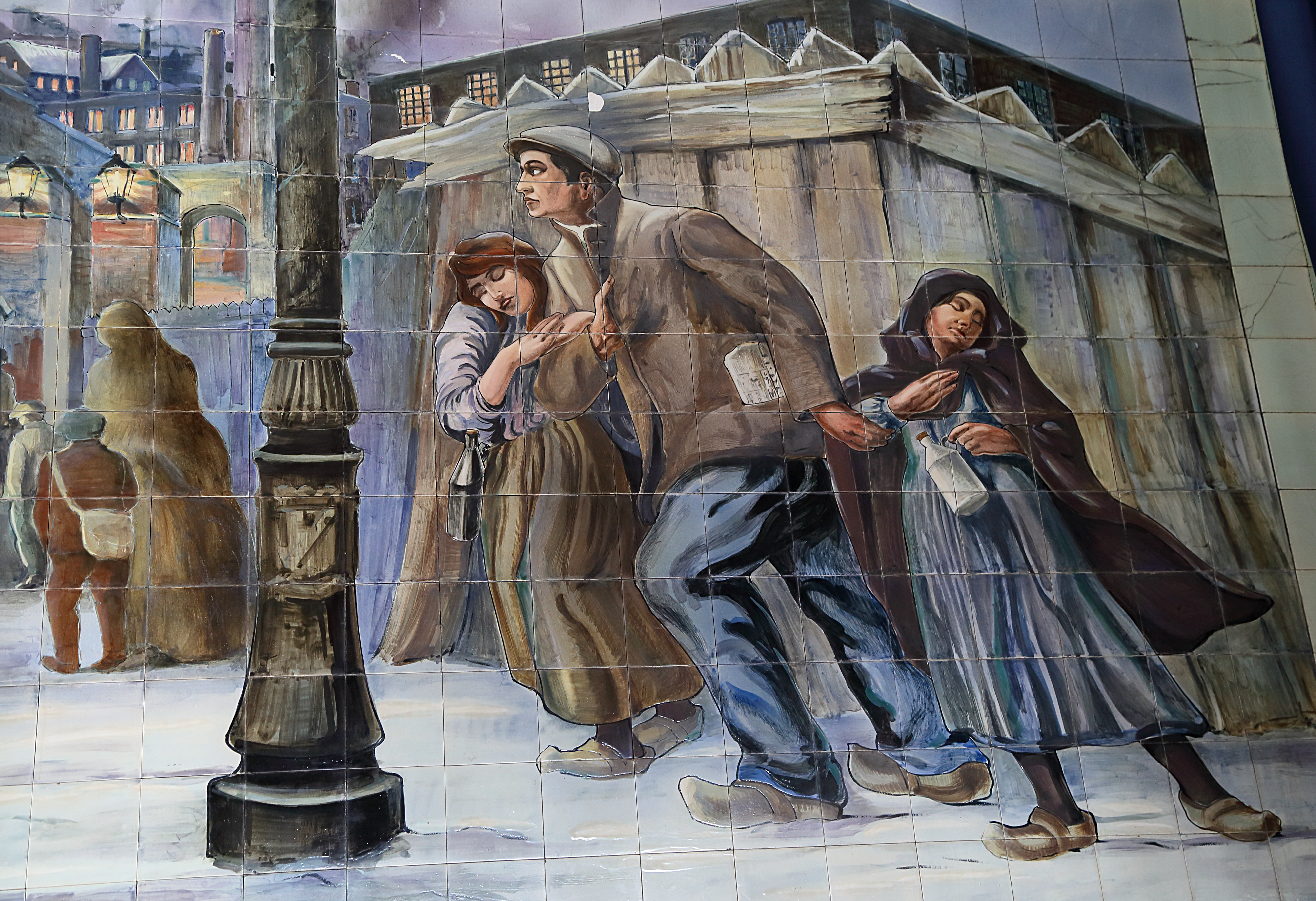
Tegeltableau

Het Picardisch Huis (Frans: Maison Picarde) is een gebouw in de Henegouwse stad Moeskroen, gelegen aan de Tourcoingstraat 19.

## Geschiedenis
In 1895 werd de arbeiderssociëteit van Moeskroen opgericht en in 1897 betrokken zij een verenigingsgebouw (La Fraternelle) en een feestzaal (Palais des Fêtes). De balzaal werd in 1922-1923 ingericht naar ontwerp van Martial Remi.
Een groot deel van de gebouwen van de sociëteit werden gesloopt in de jaren 70 van de 20e eeuw, maar de balzaal en het gebouw waarin deze zich bevindt zijn behouden gebleven. 

## Gebouw
Het gebouw heeft een eclectische stijl en werd gebouwd in beton, baksteen en kalksteen. De voorgevel toont neoclassicistische elementen, wat te zien is aan de statige voorgevel met fronton.
In het interieur zijn slechts de balzaal en de trap erheen behouden gebleven. De wanden van de balzaal zijn bedekt met tegeltableaus die geïnspireerd zijn op de sociëteit De Vooruit te Gent. Ze vertonen taferelen die gelieerd zijn aan de arbeidersbeweging en het leven van de arbeiders. Daarnaast zijn ook allegorische figuren, zoals de Muzen, en bloemmotieven afgebeeld.